# ダッジ・WC54
ダッジ WC-54 野戦救急車は、第二次世界大戦中に開発された軽量4×4トラックであるダッジ WCシリーズの野戦救急車型である。
1942年から1945年にかけて約29,000台が生産され、アメリカ陸軍の野戦救急車として活躍し、多くは朝鮮戦争、アメリカ陸軍医療隊、一部は1953年まで使用された。
また､西側諸国軍でも1960年代まで運用されていたこともある。

## 運用者
アメリカ合衆国
- アメリカ陸軍医療隊

 イギリス
- 王立陸軍医療隊

フランス
- 自由フランス軍

 ブラジル
- ブラジル遠征軍

 ギリシャ
- ギリシャ陸軍
- ギリシャ空軍

 オーストリア
- オーストリア陸軍

 ベルギー
- ベルギー陸軍

 ノルウェー
- ノルウェー陸軍

 フィリピン
- フィリピン陸軍
- フィリピン憲兵
- フィリピン海兵隊

 スウェーデン
- スウェーデン沿岸砲兵

 ユーゴスラビア
- ユーゴスラビア陸軍

## 登場作品

### テレビドラマ
『バンド・オブ・ブラザース』
『マッシュ』

### 映画
『シン・レッド・ライン』
『パットン大戦車軍団』
『バルジ大作戦』
『メンフィス・ベル』
| サブスタブ | この項目は、まだ閲覧者の調べものの参照としては役立たない、書きかけの項目です。この項目を加筆・訂正などしてくださる協力者を求めています。このテンプレートは分野別のサブスタブテンプレートやスタブテンプレート（Wikipedia:分野別のスタブテンプレート参照）に変更することが望まれています。 |